# Legergedenkteken voor Prins Karel van Beieren
Het Leger-Gedenkteken voor Prins Karel van Beieren (Duits: Armeedenkzeichen 1866 für Prinz Carl v. Bayern) was een speciaal voor prins Karel van Beieren in het leven geroepen onderscheiding. Als Beiers veldmaarschalk werd de prins in de oorlog tegen Pruisen verslagen maar zijn neef koning Lodewijk II van Beieren schonk hem desondanks een grotere geëmailleerde uitvoering van het bronzen Legergedenkteken 1866 (Duits: Armeedenkzeichen 1866). Het gedenkteken werd door de prins om de hals gedragen.